# Heteropogon duncani
Heteropogon duncani là một loài ruồi trong họ Asilidae. Heteropogon duncani được Wilcox miêu tả năm 1941. Loài này phân bố ở vùng Tân Bắc giới.